# Панов, Александр Дмитриевич
Алекса́ндр Дми́триевич Пано́в (род. 11 июня 1958, Москва) — российский физик, доктор физико-математических наук, ведущий научный сотрудник НИИ ядерной физики имени Д. В. Скобельцына МГУ.

## Биография
Панов Александр Дмитриевич родился 11 июня 1958 года в Москве, в семье учёных.
- Закончил школу № 154 в Москве (1975).
- Закончил Физический факультет Московского государственного университета с дипломом на тему «Экспериментальное изучение возбуждения 1/2+ — изомера 235U электронным ударом» (1982).
- Защитил кандидатскую диссертацию на тему «Количественное исследование структуры конверсионных электронных спектров высокого разрешения ультрамягкого изомерного перехода урана-235». Специальность 01.04.16 — физика атомного ядра и элементарных частиц (1997).
- Защитил докторскую диссертацию на тему «Энергетические спектры первичных космических лучей от протонов до железа по результатам эксперимента ATIC-2». Специальность 01.04.16 — физика атомного ядра и элементарных частиц (2014).

В настоящее время ведущий научный сотрудник Научно-исследовательского института ядерной физики имени Д. В. Скобельцына МГУ (НИИЯФ МГУ), доктор физико-математических наук.
Основные труды относятся к ядерной физике, физике поверхности, квантовой теории измерений, гравитации и космологии, физике космических лучей (более 170 статей в отечественной и зарубежной научной печати). С 2002 года принимает участие в работе Научно-культурного центра SETI при Научном совете по астрономии РАН (НСА РАН), с 2012 года является руководителем Центра. Председатель секции «Жизнь и разум во Вселенной» НСА РАН. Автор работ по универсальному эволюционизму и проблеме поиска внеземного разума. Член Ассоциации футурологов. Автор статей на темы моделирования будущего. Утверждает, что не является профессиональным футурологом, а использует эту дисциплину в работе по поиску внеземного разума.

## Работа
- Российский Научный Центр «Курчатовский институт», Институт Общей и Ядерной физики — от инженера до научного сотрудника (1982—2000).
- Московский государственный университет им. М. В. Ломоносова, Научно-исследовательский институт ядерной физики им. Д. В. Скобельцына (НИИЯФ МГУ) — от научного сотрудника до ведущего научного сотрудника (2000 — по настоящее время).
- Руководитель Научно-культурно центра SETI при совете по астрономии РАН (2012 — по настоящее время).
- Автор 137 статей и одной монографии. Читает курс космологии на Физическом факультете Московского государственного университета. Индекс цитирования его работ по версии Scopus — 2467 (на 2024 г.)[8]

## Научные интересы
Астрофизика космических лучей, космология и гравитация, квантовая теория, ядерная физика, теория эволюции и проблема SETI, методология науки.

## Проекты
Основные этапы научной работы, идеи и проекты:
- Физика атомно-ядерных процессов и её приложения к физике твердого тела и квантовой химии. Квантово-химические приложения ультрамягкого изомерного перехода ядра урана-235 (1982—1997)
- Компьютерные науки и языки программирования (в частности, является автором двух двух языков программирования: 1992 и 1998 гг.)
- Квантовая теория измерений и её приложения к квантовому эффекту Зенона и теории декогеренции. Основания квантовой теории (1994 — по настоящее время)
- Физика космических лучей, эксперимент ATIC (2000—2016)[9]
- Физика космических лучей, эксперимент НУКЛОН (2015 — по настоящее время)[10][11]
- Физика космических лучей, эксперимент НУКЛОН-2 (2016 — по настоящее время)[12]
- Методология науки: объективная природа математики (2009—2011)
- Методология науки: проблемы космологии и квантовой гравитации (2011—2012)[13]
- Универсальная эволюция, происхождение жизни и проблема SETI (2002 — по настоящее время)[14]
- Проблема искусственного интеллекта, квантовые вычисления, и природа сознания (2013—2014)
- Введение в современную космологию — курс лекций (2016 — по настоящее время)